# Фіолетовий амазон
Фіолетовий амазон (Amazona violacea) — вимерлий птах родини папугових. Можливо був підвидом імператорського амазона (Amazona imperialis).

## Зовнішній вигляд
Даних про зовнішній вигляд цього папуги немає.

## Розповсюдження
Ендемік острова Гваделупа.

## Спосіб життя
Про спосіб життя цих амазонів нічого не відомо. Вважається, що цей вид вимер на початку XVIII століття.